# Ligne de Vendenheim à Wissembourg
La ligne de Vendenheim à Wissembourg est une ligne de chemin de fer française du Bas-Rhin. Elle relie les gares de Vendenheim, près de Strasbourg, et de Wissembourg et se poursuit jusqu'à la frontière franco-allemande.
Elle constitue la ligne numéro 146 000 du réseau ferré national.
Dans l'ancienne nomenclature de la région Est de la SNCF, elle était numérotée « ligne 33 » et désignée en tant que « Ligne Wissembourg – Strasbourg ».

## Histoire
Le 4 février 1848, une convention est conclue entre la République Française et le Royaume de Bavière pour l'établissement d'un chemin de fer « de Strasbourg à Spire ». Cette convention est promulguée par un décret le 25 mai 1852.
Par décret du 25 février 1852, le ministre des Travaux publics est autorisé à procéder à la concession du « chemin de fer de Strasbourg à la frontière bavaroise, près Wissembourg ». La concession de la ligne est accordée à la Compagnie du chemin de fer de Strasbourg à Bâle par une convention signée entre le ministre des Travaux publics et la compagnie à la même date. Cette convention est approuvée par un décret, toujours le 25 février 1852.
Une convention passée le 17 août 1853 entre le ministre des Travaux publics et la Compagnie du chemin de fer de Paris à Strasbourg prévoit la subrogation de la compagnie Paris à Strasbourg à celle de Strasbourg à Bâle. Cette convention est approuvée par un décret impérial à la même date.
Le 16 janvier 1854, la Compagnie du chemin de fer de Paris à Strasbourg devient la Compagnie des chemins de fer de l'Est dont les statuts sont approuvés le 21 janvier 1854.
Une convention signée entre le ministre des Travaux publics et la compagnie des chemins de fer de l'Est du 20 avril 1854 approuve la fusion de compagnie du chemin de fer de Strasbourg à Bâle avec la compagnie des chemins de fer de l'Est. Cette convention est approuvée par décret impérial à la même date.
En 2016, ce trafic cohabite avec celui de la LGV Est européenne dont l'extrémité orientale se raccorde sur la ligne de Vendenheim à Wissembourg partiellement électrifiée pour l'occasion, les travaux inhérents à l'implantation de la nouvelle bifurcation y étant beaucoup moins contraignants et coûteux que sur la ligne historique Paris - Strasbourg.
En 2023, le lancement d'une étude portant sur l'électrification du tronçon Vendenheim-Haguenau est inscrite au contrat de plan état région (CPER) 2023-2027. Le lancement de cette étude est confirmé à l'été 2024 pour une mise en service potentielle à l'horizon 2032.

## Caractéristiques
La ligne entre Vendenheim et Haguenau (double voie) est équipée de Block automatique lumineux (BAL). Entre Haguenau et Wissembourg, le Block manuel de voie unique (BMVU) est utilisé.

## Exploitation
Cette ligne est principalement utilisée par les TER reliant Strasbourg à Haguenau, la deuxième ville du Bas-Rhin, au moyen de 36 aller-retours, dont un tiers origine-destination Wissembourg et un tiers Niederbronn-les-Bains, le reste étant de Haguenau.
Depuis la mise en place du service express régional métropolitain qu'est le REME Strasbourg, la relation entre Haguenau et Wissembourg semble s'être améliorée, mais les petites gares voient une détérioration de leur desserte.
Après d'importants travaux de « régénération », cette ligne sera ouverte à la concurrence et autorisera des relations Strasbourg-Wissembourg-Neustadt an der Weinstraße, mais avec peu de trains, et pas avant 2027 voire 2028.

## Gares
Dans le tableau suivant, les gares mentionnées en gras sont celles de bifurcation, présentes comme passées. Les TER passant à Vendenheim (soit la majorité des trains circulant sur cette ligne) sont en provenance ou à destination de la gare de Strasbourg-Ville ; ils utilisent donc une section de la ligne de Noisy-le-Sec à Strasbourg-Ville (plus connue sous le nom de ligne de Paris-Est à Strasbourg-Ville).
|  |   |  | Gare               | Service(s)                      | Commune            |
|  | - |  | ------------------ | ------------------------------- | ------------------ |
|  | • |  | Vendenheim         | TER (halte)                     | Vendenheim         |
|  | • |  | Hoerdt             | TER (halte)                     | Hoerdt             |
|  | • |  | Weyersheim         | TER (halte)                     | Weyersheim         |
|  | • |  | Kurtzenhouse       | TER (halte)                     | Kurtzenhouse       |
|  | • |  | Bischwiller        | TER                             | Bischwiller        |
|  | • |  | Marienthal         | TER (halte)                     | Haguenau           |
|  | ■ |  | Haguenau           | TER                             | Haguenau           |
|  | • |  | Walbourg           | TER (halte)                     | Walbourg           |
|  | • |  | Hoelschloch        | TER (halte)                     | Surbourg           |
|  | • |  | Soultz-sous-Forêts | TER                             | Soultz-sous-Forêts |
|  | • |  | Hoffen             | TER (halte)                     | Hoffen             |
|  | • |  | Hunspach           | TER (halte)                     | Hunspach           |
|  | • |  | Riedseltz          | TER (halte)                     | Riedseltz          |
|  | ■ |  | Wissembourg        | TER, trains de la Deutsche Bahn | Wissembourg        |

(La disposition des gares de la ligne et de ses autres infrastructures sont visibles sur le schéma de la ligne de Vendenheim à Wissembourg.)